# Список генерал-губернаторів та віцекоролів Індії
Генерал-губернатор Індії — голова колонії Британська Індія. Посада була створена в 1774 році під назвою генерал-губернатор президентства Форт-Вільяма. Першим генерал-губернатором був Воррен Гастінгс (1773—1785), останніми — Арчибальд Вейвелл (1943—1947) і Луїс Маунтбеттен (1947). Генерал-губернатор Індії спочатку очолював адміністрацію Ост-Індійської компанії в Британської Індії. Потім в 1858—1947 роках з новим титулом віцекороль і генерал-губернатор Індії представляв Британську імперію на Індійському субконтиненті. Титул «віцекороль» перестав використовуватися, коли Індія і Пакистан здобули свою незалежність в 1947 році, але посада генерал-губернатора продовжувала існувати в обох нових домініонах, поки вони не прийняли республіканські конституції в 1950 і 1956 роках відповідно.

## Список
Цей список включає всіх віцекоролів і генерал-губернаторів аж до незалежності Індії і Пакистану, двох генерал-губернаторів Індійського Союзу і 4 генерал-губернаторів Домініону Пакистан.

### Губернатори президентства у Форт Вільямі
| Портрет                                                     | Прізвище (нар.–см.)                                         | Час на посаді                                               | Час на посаді                                               | Основні події | Підпорядкування                                             |
| Губернатор президентства у Форт Вільямі (Бенгал), 1773—1833 | Губернатор президентства у Форт Вільямі (Бенгал), 1773—1833 | Губернатор президентства у Форт Вільямі (Бенгал), 1773—1833 | Губернатор президентства у Форт Вільямі (Бенгал), 1773—1833 | Губернатор президентства у Форт Вільямі (Бенгал), 1773—1833 | Губернатор президентства у Форт Вільямі (Бенгал), 1773—1833 |
| ----------------------------------------------------------- | ----------------------------------------------------------- | ----------------------------------------------------------- | ----------------------------------------------------------- | --- | ----------------------------------------------------------- |
|                                                             | Воррен Гастінгс (1732—1818)                                 | 20 жовтня 1773                                              | 1 лютого 1785                                               | - Регулюючий акт 1773 року - Верховна Рада Бенгалії - Азійське товариство Бенгалії - Школа нового санскриту Джонатана Декана - Bengal Gazette — перша індійська газета - Перша англо-маратська війна (1775-82) - Друга англо-майсурська війна (1780-84) - Англійський переклад Бхагават Гіти | Ост-Індська компанія (1773—1858)                            |
|                                                             | Сер Джон Макферсон (1745—1821)                              | 1 лютого 1785                                               | 12 вересня 1786                                             | | Ост-Індська компанія (1773—1858)                            |
|                                                             | Чарльз Корнуолліс (1738—1805)                               | 12 вересня 1786                                             | 28 жовтня 1793                                              | - Установлені нижчі та апеляційні суди - Постійне врегулювання в Біхарі і Бенгалії 1793 року - 3-я Майсурська війна - Впровадження цивільних служб в Індії | Ост-Індська компанія (1773—1858)                            |
|                                                             | Джон Шор (1751—1834)                                        | 28 жовтня 1793                                              | 18 березня 1798                                             | - Політика невтручання - Статутний акт від 1793 року - Битва за Харду (1795) | Ост-Індська компанія (1773—1858)                            |
|                                                             | Алуред Кларк (1744—1832)                                    | 18 березня 1798                                             | 18 травня 1798                                              | | Ост-Індська компанія (1773—1858)                            |
|                                                             | Річард Веслі (1760—1842)                                    | 18 травня 1798                                              | 30 липня 1805                                               | - Четверта англо-майсурська війна у 1799 році - Друга англо-маратська війна (1803-05) - Формування президентства Мадраса в 1801 році | Ост-Індська компанія (1773—1858)                            |
|                                                             | Чарльз Корнуолліс (1738—1805)                               | 30 липня 1805                                               | 5 жовтня 1805                                               | | Ост-Індська компанія (1773—1858)                            |
|                                                             | Джордж Барлоу (1762—1847)                                   | 10 жовтня 1805                                              | 31 липня 1807                                               | - Сепайський заколот у Веллоре | Ост-Індська компанія (1773—1858)                            |
|                                                             | Гілберт Мінто (1751—1814)                                   | 31 липня 1807                                               | 4 жовтня 1813                                               | - Статутний акт 1813 року - Амрітсарський договір (1809) з Ранджит Сінгхом | Ост-Індська компанія (1773—1858)                            |
|                                                             | Френсіс Роудон-Гастінгс (1754—1826)                         | 4 жовтня 1813                                               | 9 січня 1823                                                | - Кінець політики невтручання - Третя англо-маратська війна (1816—1818) - Сагаулінський договір з Непалом у 1816 році - Створення Бомбейського президентства в 1818 році | Ост-Індська компанія (1773—1858)                            |
|                                                             | Джон Адам (1779—1825)                                       | 9 січня 1823                                                | 1 серпня 1823                                               | - Положення про ліцензування | Ост-Індська компанія (1773—1858)                            |
|                                                             | Вільям Амхерст (1773—1857)                                  | 1 серпня 1823                                               | 13 березня 1828                                             | - Перша англо-бірманська війна (1824-26) - Договір Яндабо, 1826 року | Ост-Індська компанія (1773—1858)                            |
|                                                             | Вільям Баттерворт Байлі (1782—1860)                         | 13 березня 1828                                             | 4 липня 1828                                                | | Ост-Індська компанія (1773—1858)                            |

### Генерал-губернатори
| Портрет                             | Прізвище (нар.–см.)                       | Час на посаді                       | Час на посаді                       | Основні події                                                                                      | Підпорядкування                     |
| Генерал-губернатор Індії, 1833—1858 | Генерал-губернатор Індії, 1833—1858       | Генерал-губернатор Індії, 1833—1858 | Генерал-губернатор Індії, 1833—1858 | Генерал-губернатор Індії, 1833—1858                                                                | Генерал-губернатор Індії, 1833—1858 |
| ----------------------------------- | ----------------------------------------- | ----------------------------------- | ----------------------------------- | -------------------------------------------------------------------------------------------------- | ----------------------------------- |
|                                     | Вільям Генрі Кавендіш-Бентінк (1774—1839) | 4 липня 1828                        | 20 березня 1835                     | - Перший генерал-губернатор Індії - Заборонено ритуал Саті                                         | Ост-Індська компанія (1773—1858)    |
|                                     | Чарльз Меткалф (1785—1846)                | 20 березня 1835                     | 4 березня 1836                      | | Ост-Індська компанія (1773—1858)    |
|                                     | Джордж Іден (1784—1849)                   | 4 березня 1836                      | 28 лютого 1842                      | | Ост-Індська компанія (1773—1858)    |
|                                     | Едвард Лоу (1790—1871)                    | 28 лютого 1842                      | червень 1844                        | | Ост-Індська компанія (1773—1858)    |
|                                     | Вільям Вілберфорс Бірд (1784—1857)        | червень 1844                        | 23 липня 1844                       | | Ост-Індська компанія (1773—1858)    |
|                                     | Генрі Гардінґ (1785—1856)                 | 23 липня 1844                       | 12 січня 1848                       | - Перша англо-сикхська війна (1845–46) - Друга англо-сикхська війна (1848–49) - Лахорський договір | Ост-Індська компанія (1773—1858)    |
|                                     | Джеймс Ендрю Дальхузі (1812—1860)         | 12 січня 1848                       | 28 лютого 1856                      | - Друга англо-бірманська війна (1852) - Перша залізниця в Індії - Перший телеграф                  | Ост-Індська компанія (1773—1858)    |

### Віцекоролі Індії
| Портрет                                           | Прізвище (нар.–см.)                                    | Час на посаді                                     | Час на посаді                                     | Основні події | Підпорядкування                                   |
| Генерал-губернатор та віцекороль Індії, 1858—1947 | Генерал-губернатор та віцекороль Індії, 1858—1947      | Генерал-губернатор та віцекороль Індії, 1858—1947 | Генерал-губернатор та віцекороль Індії, 1858—1947 | Генерал-губернатор та віцекороль Індії, 1858—1947                                                                 | Генерал-губернатор та віцекороль Індії, 1858—1947 |
| ------------------------------------------------- | ------------------------------------------------------ | ------------------------------------------------- | ------------------------------------------------- | --- | ------------------------------------------------- |
|                                                   | Чарлз Джон Каннінг (1812—1862)                         | 28 лютого 1856                                    | 21 березня 1862                                   | - У 1858 році було створено Університет Бомбею, Калькутти та Мадраса - Повстання 1857 року - Закон про уряд Індії | королева Вікторія (1837—1901)                     |
|                                                   | Джеймс Брюс (1811—1863)                                | 21 березня 1862                                   | 20 листопада 1863                                 | | королева Вікторія (1837—1901)                     |
|                                                   | Роберт Нейпір (1810—1890)                              | 21 листопада 1863                                 | 2 грудня 1863                                     | | королева Вікторія (1837—1901)                     |
|                                                   | Вільям Денісон (1804—1871)                             | 2 грудня 1863                                     | 12 січня 1864                                     | | королева Вікторія (1837—1901)                     |
|                                                   | Джон Лоуренс (1811—1879)                               | 12 січня 1864                                     | 12 січня 1869                                     | - Англо-бутанська війна - Створення літньої столиці Індії у Шімла у 1863 році                                     | королева Вікторія (1837—1901)                     |
|                                                   | Річард Бурк (1822—1872)                                | 12 січня 1869                                     | 8 лютого 1872                                     | - Початок перепису - Убитий Шер Алі Афріді                                                                        | королева Вікторія (1837—1901)                     |
|                                                   | Джон Стрейчі (1823—1907)                               | 9 лютого 1872                                     | 23 лютого 1872                                    | | королева Вікторія (1837—1901)                     |
|                                                   | Френсіс Нейпір (1819—1898)                             | 24 лютого 1872                                    | 3 травня 1872                                     | | королева Вікторія (1837—1901)                     |
|                                                   | Томас Берінг (1826—1904)                               | 3 травня 1872                                     | 12 квітня 1876                                    | | королева Вікторія (1837—1901)                     |
|                                                   | Роберт Бульвер-Літтон (1831—1891)                      | 12 квітня 1876                                    | 8 червня 1880                                     | - Друга англо-афганська війна                                                                                     | королева Вікторія (1837—1901)                     |
|                                                   | Джордж Фредерік Робінсон, 1-й маркіз Ріпон (1827—1909) | 8 червня 1880                                     | 13 грудня 1884                                    | | королева Вікторія (1837—1901)                     |
|                                                   | Фредерік Гамільтон-Темпель-Блеквуд (1826—1902)         | 13 грудня 1884                                    | 10 грудня 1888                                    | - Створення Індійського Національного Конгресу - Третя англо-бірманська війна                                     | королева Вікторія (1837—1901)                     |
|                                                   | Генрі Петті-Фітцморіс (1845—1927)                      | 10 грудня 1888                                    | 11 жовтня 1894                                    | | королева Вікторія (1837—1901)                     |
|                                                   | Віктор Брюс (1849—1917)                                | 11 жовтня 1894                                    | 6 січня 1899                                      | | королева Вікторія (1837—1901)                     |
|                                                   | Джордж Керзон (1859—1925)                              | 6 січня 1899                                      | 18 листопада 1905                                 | - Перший поділ Бенгалії (1905)                                                                                    | королева Вікторія (1837—1901)                     |
|                                                   | Гілберт Елліот-Мюррей-Кінінмонд (1845—1914)            | 18 листопада 1905                                 | 23 листопада 1911                                 | | Едуард VII (1901—1910)                            |
|                                                   | Чарльз Гардінг (1858—1944)                             | 23 листопада 1911                                 | 4 квітня 1916                                     | | Георг V (1910—1936)                               |
|                                                   | Фредерік Тесігер (1868—1933)                           | 4 квітня 1916                                     | 2 квітня 1921                                     | | Георг V (1910—1936)                               |
|                                                   | Руфус Айзекс, 1-й маркіз Редінг (1860—1935)            | 2 квітня 1921                                     | 3 квітня 1926                                     | | Георг V (1910—1936)                               |
|                                                   | Едуард Вуд, 1-й граф Галіфакс (1881—1959)              | 3 квітня 1926                                     | 18 квітня 1931                                    | | Георг V (1910—1936)                               |
|                                                   | Фрімен Фрімен-Томас (1866—1941)                        | 18 квітня 1931                                    | 18 квітня 1936                                    | | Георг V (1910—1936)                               |
|                                                   | Віктор Хоуп (1887—1952)                                | 18 квітня 1936                                    | 1 жовтня 1943                                     | | Едуард VIII (1936)                                |
|                                                   | Арчибальд Вейвелл (1883—1950)                          | 1 жовтня 1943                                     | 21 лютого 1947                                    | | Георг VI (1936—1952)                              |
|                                                   | Луїс Маунтбеттен (1900—1979)                           | 21 лютого 1947                                    | 15 серпня 1947                                    | | Георг VI (1936—1952)                              |

### Генерал-губернатори Домініону Індія
| Портрет                                        | Прізвище (нар.–см.)                            | Час на посаді                                  | Час на посаді                                  | Основні події                                  | Підпорядкування                                |
| Генерал-губернатори Домініону Індія, 1947—1950 | Генерал-губернатори Домініону Індія, 1947—1950 | Генерал-губернатори Домініону Індія, 1947—1950 | Генерал-губернатори Домініону Індія, 1947—1950 | Генерал-губернатори Домініону Індія, 1947—1950 | Генерал-губернатори Домініону Індія, 1947—1950 |
| ---------------------------------------------- | ---------------------------------------------- | ---------------------------------------------- | ---------------------------------------------- | ---------------------------------------------- | ---------------------------------------------- |
|                                                | Луїс Маунтбеттен (1900—1979)                   | 15 серпня 1947                                 | 21 червня 1948                                 |                                                | Георг VI (1936—1952)                           |
|                                                | Чакраварті Раджагопалачарі (1878—1972)         | 21 червня 1948                                 | 26 січня 1950                                  |                                                | Георг VI (1936—1952)                           |

### Генерал-губернатори Домініону Пакистан
| Портрет                                          | Прізвище (нар.–см.)                              | Час на посаді                                    | Час на посаді                                    | Основні події                                    | Підпорядкування                                  |
| Генерал-губернатор Домініону Пакистан, 1947—1956 | Генерал-губернатор Домініону Пакистан, 1947—1956 | Генерал-губернатор Домініону Пакистан, 1947—1956 | Генерал-губернатор Домініону Пакистан, 1947—1956 | Генерал-губернатор Домініону Пакистан, 1947—1956 | Генерал-губернатор Домініону Пакистан, 1947—1956 |
| ------------------------------------------------ | ------------------------------------------------ | ------------------------------------------------ | ------------------------------------------------ | ------------------------------------------------ | ------------------------------------------------ |
|                                                  | Мухаммед Алі Джинна (1876—1948)                  | 15 серпня 1947                                   | 11 вересня 1948                                  |                                                  | Георг VI (1936—1952)                             |
|                                                  | Хаваджа Назимуддин (1894—1864)                   | 14 вересня 1948                                  | 17 жовтня 1951                                   |                                                  | Георг VI (1936—1952)                             |
|                                                  | Гулам Мухаммад (1895—1956)                       | 14 жовтня 1951                                   | 17 жовтня 1955                                   |                                                  | Георг VI (1936—1952)                             |
|                                                  | Іскандер Мірза (1899—1969)                       | 23 березня 1955                                  | 23 березня 1956                                  |                                                  | Єлизавета II (1936—1952)                         |